# ملكة جمال أمريكا 2005
مسابقة ملكة جمال أمريكا 2005 ، هي مسابقة ملكة جمال أمريكا رقم الثامنة والسبعين، عقدت في مدينة أتلانتيك سيتي يوم السبت، 18 سبتمبر 2004 ، بعد أسبوع من الأحداث بما في ذلك المسابقة التمهيدية.
تم بث المسابقة على الهواء مباشرة على قناة أيه بي سي في قاعة بوردواك في أتلانتيك سيتي. على الرغم من أن هذا لم يكن معروفًا في ذلك الوقت، إلا أن هذه المسابقة ستكون الأخيرة التي عقدت في أتلانتيك سيتي حتى عام 2013 ، حيث انتقلت المسابقة إلى لاس فيجاس، نيفادا ابتداءً من عام 2006. كما كانت آخر مسابقة يتم بثها عبر التلفزيون الشبكة الجوية حتى عام 2011.
في ختام الليلة الأخيرة من المنافسة، توجت ديدر داونز من ألاباما من قبل ملكة الجمال السابقة إيريكا دونلاب.

## النتائج

### المراكز النهائية
| النتائج النهائية      | اسم المتنافسة |
| --------------------- | --- |
| ملكة جمال أمريكا 2005 | - ألاباما - ديدر دونز |
| الوصيفة الأولى        | - لويزيانا - جنيفر دوبونت |
| الوصيفة الثانية       | - كارولاينا الشمالية - كيرستين الرود                                                                                          |
| الوصيفة الثالثة       | - أركنساس - لاسي فليمنج |
| الوصيفة الرابعة       | - كاليفورنيا - فينا جويل |
| أفضل 10               | - جورجيا - دانيكا تيسدال - كانساس - ميجان بوشل - نيويورك - كريستينا إلينجتون - أوكلاهوما - إليزابيث كينى - تكساس - جيمي ستوري |